# انتقال تابشی
انتقال تابشی یک پدیدهٔ فیزیکی انتقال انرژی در قالب تابش الکترومغناطیسی است. انتشار تابش از طریق یک محیط تحت تأثیر فرایند جذب، انتشار و پراکندگی قرار می‌گیرد. معادلهٔ انتقال تابشی این تعاملات را از راه و شیوهٔ ریاضی توصیف می‌کند. معادله‌های انتقال تابشی در گسترهٔ وسیعی از جستارها از قبیل اپتیک، اخترفیزیک، علوم جوی و سنجش از دور استفاده شده‌است. راه‌حل‌های تحلیلی برای معادلهٔ انتقال تابشی (RTE) برای موارد ساده وجود دارد، اما برای محیط‌های واقع گرایانه‌تر، با اثرات پراکندگی چندگانه پیچیده، روش‌های عددی مورد نیاز است. این مقاله عمدتاً بر وضعیت تعادل تابشی تأکید دارد

## تعریف
مقدار تشکیل‌دهنده‌ای که یک میدان تابش را توصیف می‌کند، در زمینه‌های'تابش‌سنجی' 'درخشندگی' خوانده می‌شود؛ در دیگر زمینه‌ها اغلب شدت ویژه تابش نامیده می‌شود.  شدت خاص)

## معادلهٔ انتقال تابشی
مبنای انتقال تابشی معادلهٔ انتقال تابشی است. این تراکم تابش را با ضریب جذب ترکیب می‌کند:
{\displaystyle {\frac {1}{c}}{\frac {\partial }{\partial t}}I_{\nu }+{\hat {\Omega }}\cdot \nabla I_{\nu }+(k_{\nu ,s}+k_{\nu ,a})I_{\nu }=j_{\nu }+{\frac {1}{4\pi }}k_{\nu ,s}\int _{\Omega }I_{\nu }d\Omega }
که در آن {\displaystyle j_{\nu }} ضریب انتشار است و
{\displaystyle j_{\nu }} ضریب جذب، {\displaystyle k_{\nu ,s}} scattering opacity, و {\displaystyle k_{\nu ,a}} جذب است.